# دراغان بيريتش
دراغان بيريتش (بالصربية: Драган Перић)‏ هو منافس ألعاب قوى صربي، ولد في 8 مايو 1964 في زيفينتش في البوسنة والهرسك.

## وصلات خارجية
- دراغان بيريتش على موقع الاتحاد الدولي لألعاب القوى (الإنجليزية)
- دراغان بيريتش على موقع الاتحاد الأوروبي لألعاب القوى (الإنجليزية)
- دراغان بيريتش على موقع اللجنة الأولمبية الدولية (الإنجليزية)
- دراغان بيريتش على موقع أوليمبيديا (الإنجليزية)
- دراغان بيريتش على موقع اللجنة الأولمبية الصربية (الصربية)